# Кузнецова, Ольга Вячеславовна
Ольга Вячеславовна Кузнецова (14 декабря 1977) — российская футболистка, защитница и полузащитница, арбитр.

## Биография
С юного возраста начала выступать в соревнованиях высшей лиги России за ЦСК ВВС (Самара), становилась победительницей и призёром чемпионата. Затем выступала за ряд других клубов, в том числе в составе клуба «Рязань-ВДВ» в 2001 и 2002 годах становилась бронзовым призёром чемпионата, в 2001 году включена в список 33 лучших футболисток сезона. В 2004 году вместе с тренером Салехом Абдулкаюмовым и группой игроков из Рязани перешла в «Надежду» (Ногинск). В середине 2000-х годов играла за «Ладу» (Тольятти), с которой поднялась в высшую лигу, но в ходе сезона 2009 года команда прекратила существование.
В последние годы карьеры играла в мини-футбол за «Волжанку» (Чебоксары).
После окончания игровой карьеры работала детским тренером в г. Перми. Имеет первую судейскую категорию, представляет город Пермь.